# Eeklo Stars
Eeklo Stars is een in-line hockey team uit Eeklo dat ontstaan is uit het vroegere ijshockey team Yeti Bears Eeklo. Na de sluiting van de ijsbaan in Eeklo hebben enkele leden van de opgedoekte ijshockeyclub zich verenigd in een nieuw in-line hockey team Eeklo Stars. De Eeklo Stars speelden hun eerste seizoen in 2013-2014 waarna zij 4de eindigden in de National League 1.